# Edward Herrmann
Edward Kirk Herrmann, född 21 juli 1943 i Washington, D.C., död 31 december 2014 på Manhattan i New York, var en amerikansk skådespelare. Han är bland annat känd för sin roll som Richard Gilmore i TV-serien Gilmore Girls.
Herrmann dog av en hjärntumör.

## Filmografi i urval
- 1975 – Tid för hjältar
- 1976 – Eleanor and Franklin (TV-serie)
- 1977 – Eleanor and Franklin: The White House Years (TV-serie)
- 1980 – M*A*S*H (TV-serie) (ett avsnitt)
- 1981 – Reds
- 1982 – Annie
- 1983 – Plenty (TV-serie) (nominerad till Tony Award)
- 1985 – Kairos röda ros
- 1986–1987 – St. Elsewhere (TV-serie) (Emmy-nominerad för rollen)
- 1987 – The Lost Boys
- 1987 – Tjejen som föll överbord
- 1988 – Två systrar för mycket
- 1993 – Born Yesterday
- 1994 – Richie Rich
- 1999 – Advokaterna (TV-serie) (10 avsnitt, vann en Emmy Award bästa gästroll)
- 2000–2003 – Oz (TV-serie) (sex avsnitt)
- 2000–2007 – Gilmore Girls (TV-serie) (154 avsnitt)
- 2003 – Intolerable Cruelty
- 2004 – The Aviator
- 2006 – Factory Girl
- 2006 – Wedding Daze
- 2010–2013 – The Good Wife (TV-serie) (sex avsnitt)